# Abira
Abira – wieś w Syrii, w muhafazie Al-Hasaka. W 2004 roku liczyła 1259 mieszkańców.